# Fulvio Pentassuglia
Fulvio Pentassuglia född 23 oktober 1927 i Rom, är en italiensk-svensk målare och grafiker
Pentassuglia studerade vid Liceo Artistico i Rom 1946 och vid Arkitekthögskolan i Rom 1946-1948 samt vid Konstakademien i Rom 1949-1953. Han bosatte sig i Sverige 1954 var under sitt första år i Sverige hospiterande elev vid Konsthögskolan i Stockholm. Som porträttör har han bland annan avbildat skådespelerskan Anna Magniani, iranske ambassadören i Stockholm Marzban och dennes familj samt professor Dyrendahl. Separat ställe han bland annat ut på Galleri La Barcaccia i Rom, Italienska Kulturinstitutet i Stockholm, Hultbergs konstgalleri i Stockholm och Galleri Victoria i Oslo. Vid sidan av sitt eget skapande var han verksam som lärare i konst.  